# Pe (persischer Buchstabe)

Pe in isolierter Form

Pe (persisch په) ist ein Buchstabe des persischen Alphabets, der jedoch nicht zum arabischen Alphabet gehört. Er wurde von den Persern zur Schreibung des „P“-Lautes hinzugefügt, der im Hocharabischen fehlt. In derselben Funktion gehörte das Pe auch zu dem bis 1928 im Türkischen benutzten osmanisch-türkischen Alphabet (siehe Osmanische Sprache). Heute noch findet sich das Pe in mehreren erweiterten arabischen Alphabeten, etwa in dem des Urdu und des Paschtu. Das Pe entspricht in seiner Grundform dem arabischen Buchstaben Bā', wird jedoch mit drei statt nur einem Punkt geschrieben. Das Pe hat keinen Zahlenwert.
Auch in manchen arabischen Lexika, Atlanten etc. wird das Pe verwendet, um den P-Laut in ausländischen Eigennamen korrekt wiederzugeben.

## Pe in Unicode
| Unicode Codepoint | U+067E            |
| Unicode-Name      | ARABIC LETTER PEH |
| HTML              | &#1662;           |
| ISO 8859-6        | nicht vorhanden   |